# AmLeben
#amLeben (Originaltitel: #살아있다, intl. Titel: #Alive) ist ein Zombiefilm des südkoreanischen Regisseurs Cho Il-hyeong (Il Cho) aus dem Jahr 2020. Das Drehbuch stammt von dem amerikanischen Drehbuchautor Matt Naylor und wurde gemeinsam mit Cho für den Handlungsort Südkorea adaptiert. In den Hauptrollen sind Yoo Ah-in und Park Shin-hye zu sehen. Im gleichen Jahr wurde mit Stay Alive – Überleben um jeden Preis ein Film veröffentlicht, der auf dem gleichen Drehbuch basiert.

## Handlung
Junu ist Vlogger und verbringt viel Zeit zu Hause mit Computerspielen und dem Produzieren von Videoinhalten. Er lebt gemeinsam mit seinen Eltern und seiner Schwester in einem Apartment-Komplex. Eines Tages sind die drei unterwegs und Junu vloggt alleine zu Hause. Seine Zuschauer bemerken plötzlich merkwürdige Vorfälle und drängen ihn, seinen Fernseher einzuschalten. Dort kommen Berichte über Krawalle und ein Virus, das sich ausbreite. Die infizierten Menschen verhalten sich aggressiv und greifen ohne vorhergehende Provokation an. Junu blickt aus dem Fenster und wird Zeuge der Panik. Dabei sieht er, wie ein Schulmädchen ihre scheinbare Mutter beißt. Junu vernimmt nun Schreie auf dem Gang des Apartments und öffnet kurz die Tür, um heraus zu blicken. Doch ein Nachbar nutzt die Gelegenheit, um schnell in das Apartment einzudringen.
Er bittet Junu, nur eine Stunde zu bleiben. Doch Junu kennt ihn nicht und will, dass er verschwindet. Der Eindringling kann aber aushandeln, kurz das Badezimmer zu benützen. Als er zurückkehrt, werden seine Augen plötzlich rötlich. Es tauchen die gleichen Symptome auf, wie zuvor in den Nachrichten erwähnt. Junu schafft es aber, den Infizierten, der ihn plötzlich angreift, nach draußen zu drängen und schnell wieder die Tür zu schließen.
Junu erhält noch Nachrichten von seinen Eltern, die schreiben, sie seien in Sicherheit und dass er Überleben müsse. Er verbarrikadiert sich in dem Apartment und teilt sich die Nahrung ein. Er hat nur Vorräte für wenige Tage. Eines Tages gibt es auch kein fließendes Wasser mehr. Währenddessen erblickt Junu draußen immer wieder das Chaos und die Zombies, die sich auf alles stürzen, was sich bewegt und zu hören ist. Auch mit dem Internet verfolgt er die Situation. Mit seiner Drohne verschafft er sich einen Überblick über die Situation über und unter ihm im Apartment. Außerdem bekommt er dort ein Signal und versucht, seinen Vater anzurufen, doch dann geht die Batterie leer.
Schließlich versucht ein Zombie, ins Apartment einzudringen. Obwohl Junu seinen Kühlschrank vor die Tür geschoben hat, gelingt es dem Zombie. Auch hier kann sich Junu behaupten, indem er auf den Balkon klettert und sich festhält, während der Zombie blind drauflos stürmt und vom Geländer fällt. Doch als der Zombie den Kühlschrank bewegte, gingen auch einige von Junus Vorräten zu Bruch. Mit der Zeit kann er außerdem eine Nachricht seiner Eltern empfangen, wobei er vernimmt, wie diese gerade von Zombies erwischt werden. Er hat keine Familie mehr und kein Essen und wird zunehmend verzweifelt. Voller Wut rennt er nach draußen, kann sich gegen ein paar Zombies behaupten. Doch es sind zu viele und er schleicht sich zurück in die Wohnung.
Er dreht ein letztes Abschiedsvideo, bevor er Selbstmord begehen will. Nachdem er dabei ist, sich zu erhängen, flackert plötzlich ein Licht auf. Es markiert das Wort no auf einem Poster an der Wand. Junu fasst neuen Mut und kann sich gerade noch aus seiner Schlinge befreien und sieht eine Frau mit einem Laserpointer im Apartment gegenüber. Als Nächstes werden die Silben 바 ba und 보 bo für Idiot markiert. Sie stellen sich einander mit ihren Smartphones und Tablets vor. So treffen sich Yubin und Junu fortan täglich um 19 Uhr am Fenster. Yubin bemerkt, dass Junu hungrig ist, und will ihm Essen zukommen lassen. Doch sie kann nicht weit genug werfen. Junu verwendet seine Drohne, um eine Seilrutsche zu schaffen, über die Yubin ihm Essen rüberschickt. Nachdem essen bemerkt Junu, wie ein Zombie Yubins Seil gefunden hat, und es nutzt, um hochzuklettern. Dabei knallt der Tisch, an dem das Seil angebunden ist, gegen Yubin, die ihr Bewusstsein verliert, und schließlich gegen das Balkongeländer. Aber Junu kann ihn mit seiner Drohne ablenken, was Yubin die Gelegenheit gibt, ihn zu töten.
Junu macht sich schließlich auf den Weg zu einem anderen Zimmer auf der Suche nach Nahrung. Er kann einiges finden, auch ein Walkie-Talkie. Er lässt einiges Yubin rüberkommen und fortan können sie über Walkie-Talkie reden. Yubin meint, die achte Etage in seinem Apartment sei komplett leer. Sie wolle dahin und nach Nahrung suchen. Yubin klettert das Apartment runter und kämpft gegen die Zombies. Junu ist beeindruckt, merkt aber, dass sie kaum eine Chance hat. Also kommt er zu ihr und versucht, ihr zu helfen. Gemeinsam können sie in sein Apartment hoch in den achten Stock flüchten und suchen nach einer offenen Tür. Doch alle sind verschlossen, bis ein Mann plötzlich öffnet.
Der Mann mit der Maske gibt ihnen Essen und trinken. Es gäbe genug, bis die Rettungskräfte kämen. Beide sind erleichtert, sie wussten nichts von den Rettungsmaßnahmen. Doch plötzlich verliert Junu sein Bewusstsein und auch Yubin wird kraftlos. Der Mann hält seine Zombie gewordene Ehefrau in einem Zimmer an einer Leine und will ihr Yubin als Essen bringen. Doch Junu wacht auf und bedroht den Mann mit einer Pistole, die er zuvor gefunden hat. Doch er ist unbeeindruckt und öffnet die Tür, nachdem er die Leine verloren hat, in Erwartung, seine Frau würde gerade Yubin verspeisen. Doch die konnte sich erfolgreich wehren und der Zombie greift nun den Mann an. Yubin kann beide mit Junus Pistole erschießen.
Als Nächstes will sie, dass Junu sie erschießt. Doch dann hören sie Helikopter. Sie rennen aufs Dach und können die Zombies abschütteln. Doch die Helikopter sind weg. Als die Zombies gerade die Tür zum Dach durchbrechen können, taucht doch noch ein Militärhubschrauber auf und rettet die beiden.

## Rezeption
#amLeben kam am 24. Juni 2020 während der Coronakrise in die südkoreanischen Kinos und erreicht knapp zwei Millionen Kinobesucher. Der Streamingdienst Netflix sicherte sich die internationalen Vertriebsrechte und bringt den Film am 9. September 2020 heraus. Kim Boram von Yonhap bezeichnete #amLeben als frischen Ansatz zum Thema „Alleinsein“. Die Zombies seien schnell, ähnlich wie in Train to Busan oder der Netflix-Serie Kingdom.
Netflix sicherte sich die internationalen Vertriebsrechte für den Film. Dort startete der #AmLeben am 8. September 2020 sehr erfolgreich und erreichte Platz 1 der Netflix-Charts in 35 Ländern. Außerdem erreichte der Film Platz 1 der weltweiten Charts.
Auf Rotten Tomatoes beträgt der Aggregatwert des Kritikerzuspruchs 88 %.